# Armée spéciale de la Bannière rouge d'Extrême-Orient
L'Armée spéciale de la Bannière rouge d'Extrême-Orient  (en russe : Особая Краснознамённая Дальневосточная армия) ou OKVDA (ОКДВА comme Особая Краснознамённая Дальневосточная Армия), est une formation des forces militaires de l'Armée rouge en 1929-1938.

## Historique
L'Armée spéciale d'Extrême-Orient est formée par la décision du Conseil militaire révolutionnaire, no 227/41 du 6 août 1929. Le haut commandement de cette formation est donné au maréchal de l'Union soviétique Vassili Blücher,,.
Un ordre de la Bannière rouge est décerné à cette unité après qu'elle s'est distinguée lors du conflit sino-soviétique. 
Le 28 juin 1938, sur la base de l'Armée d'Extrême-Orient, on forme le Front d'Extrême-Orient sous le commandement de Vassili Blücher, puis de Grigori Chtern à partir du 22 juin 1940.
Depuis le 10 novembre 1929, l'OKDVA publie le quotidien Trevoga [Alerte]. L'ancien journaliste de Trevoga - Nikolaï Vassilievitch Likhatchev (1905-1965), émigré en Allemagne après la Seconde Guerre mondiale et devenu là-bas secrétaire de la revue Posev (1955) éditée par l'Union des solidaristes russes, puis de mai 1958 à sa mort - son rédacteur en chef, a écrit un livre sous le pseudonyme Andrei Svetlanine Conspiration extrême-orientale consacré à l'OKDVA et au maréchal Blücher.